# 钩吻碱
钩吻碱（C20H22N2O2）是一种吲哚生物碱，分离自原产于热带和亚热带美洲和东南亚的开花植物钩吻属。是一种麻痹剧毒化合物，接触可导致死亡。通常具有作为哺乳动物甘氨酸受体激动剂的有效活性，其活化导致氯离子流入后神经元中的抑制突触后电位，并且导致全身性的不同强度的有害肌肉松弛。尽管其存在危险和毒性，但最近的药理学研究表明，该化合物的生物活性可能为开发异生素或饮食诱导的氧化应激，焦虑和其他疾病相关的治疗提供机会，正在进行的研究包括尝试识别更安全衍生物和类似物，以利用钩吻碱的有益效果。

## 自然来源

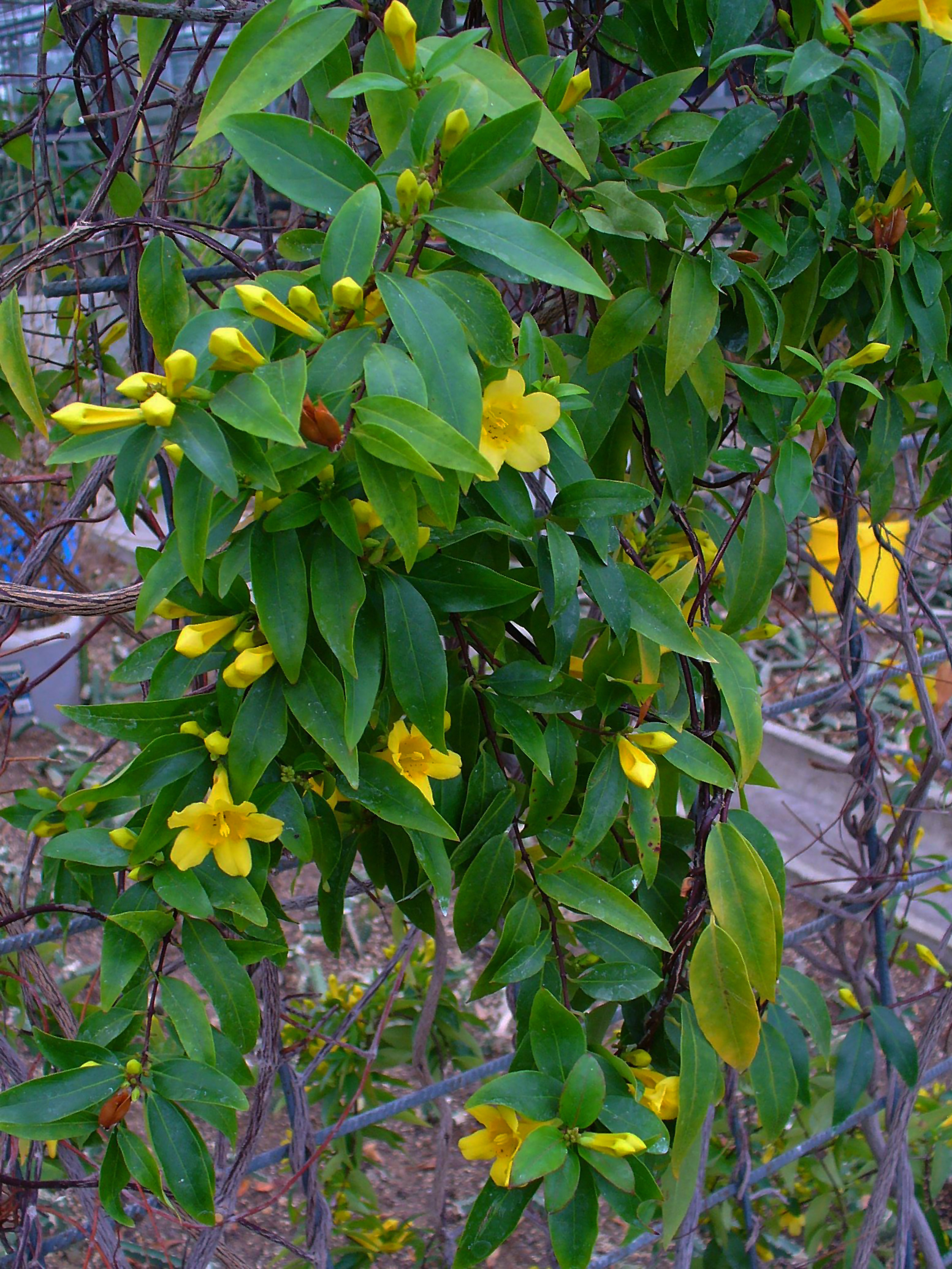
Gelsemium sempervirens，一个钩吻属物种的例子，钩吻碱可从中分离, 是其在美洲主要来源。

钩吻碱可在亚热带热带开花植物钩吻属（钩吻科，舊屬馬錢科）中发现，并且可以从中分离。在2014年，钩吻属包括五个种，如在美洲的G. sempervirens Ait.模式种和在中国和东亚的G. elegans Benth。美洲的种类 G.sempervirans有许多常见的名称，包括黄色茉莉或卡罗莱纳茉莉、钩吻、晚喇叭花和忍冬花。该属植物原产于亚热带和热带美洲，如墨西哥、洪都拉斯、危地马拉和伯利兹等地，以及中国和东南亚。 因其“浓郁的黄色花朵”而备受珍视，自17世纪中期开始在欧洲种植。 它存在于美国的东南部和中南部各州，并且在温暖的地区作为园林植物，可以训练它在乔木上生长或覆盖墙壁（如图）。 
本属植株的所有部分和分泌物，包括其汁液和花蜜，几乎都含有钩吻素和相关化合物，以及各种生物碱和其他天然产物。尤其是这种植物，G. sempervirens Ait.的植株，已知含有几种有毒生物碱，而且通常对家畜和人类有毒。

## 化学

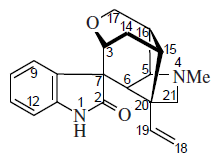
钩吻碱的编号

1870年，钩吻碱被从G. sempervirens Ait.中分离出。其化学式确认为C20H22N2O2，式量为322.44g/mol。1959年，由Conroy和Chakrabarti最终通过X射线晶体学分析和核磁共振（NMR）光谱确定其结构。   

它是一种单萜类型的吲哚生物碱，是天然产物钩吻米宁的近亲，也存在于相同的天然来源。  钩吻碱类生物碱是从该属植物中分离的各种生物碱和其他天然产物中的一类。
 截至1998年，钩吻碱的生物合成被认为是从3α(S )-胡豆苷（异胡豆苷）开始的。异胡豆苷是几乎所有单萜吲哚生物碱的共同前体，其本身直接来自甲羟戊酸衍生的断马钱子苷和色胺。:p. 629从异胡豆苷开始，生物合成通过包括钩吻碱丁、钩吻碱戊、 vobasindiol，无水vobasindiol和钩吻素庚（humantienine型）的五个中间产物进行。  :p. 629 相关生物碱钩吻素子和钩吻碱乙也从该途径获得（可通过氧化和重排从无水vobasindio中提取钩吻素子，通过芳香氧化和O-甲基化从钩吻碱本身提取钩吻碱乙）。:p. 629:p. 132ff 对于化学合成（天然产物合成、研究和全合成），请参见下面的单独章节。

## 生物行为概要
以下全节专门针对钩吻碱的具体行为。注意它是一种剧毒化合物，暴露其下可导致瘫痪和死亡。据报告，它是甘氨酸受体激动剂，对其中一些受体的结合亲和力显著高于其天然激发剂甘氨酸。 此外，它已被证明对模型动物（大鼠，兔）的循环通路/系统有影响，与异生素或饮食诱导的氧化应激有关，并且可用于治疗焦虑和其他病症方面。 

### 历史
钩吻属植物提取物和钩吻碱已间接地成为一百多年来严肃科学研究的主题。在医学方面，19世纪后期英国医生使用钩吻碱酊剂治疗神经痛 。曾接受过医生培训的著名作家亚瑟·柯南·道尔在观察到这种治疗方法的成功后，每天摄入增加剂量的酊剂，以“确定服用该药物的程度，以及过量药物的主要症状是什么”，并在《英国医学杂志》上提交了他的第一份职业出版物。[ 主要来源 ]在化学方面，在1910年12月的美国化学学会药物化学部会议上，LE Sayre撰写了以“Assay of Gelsemium”为题的论文报告。  [ 主要来源 ]

### 行为机制
钩吻碱是甘氨酸受体(GlyR)的激动剂，与甘氨酸相比，它对甘氨酸受体的亲和力更强。当甘氨酸受体被激活时，氯离子进入神经元，产生抑制突触后电位，从而导致肌肉放松。[主要来源]

## 毒性和毒理学
已知植物Gelsemium sempervirens是有毒的，与之接触存在严重的安全问题。摄入或注射（皮下或腹腔内）可引起毒性的暴露。小鼠腹腔内LD50为49 mg/kg，家兔皮下LD50为0.1 mg/kg。植物的汁液可能对敏感个体造成皮肤刺激，有报道称，在某些情况下，仅从花中吸入就可能导致人类中毒(见下文，类似报道中也有昆虫死亡的报道)。
已知该植物的植株中含有几种有毒的生物碱，虽然有报道称其可用于喂猪，但当牲畜或其他动物以其叶子为食时，通常认为它是一种堕胎和致命的毒药。据报道，它也被在婆罗洲岛等地用作鱼毒。
已知的人类中毒案例包括儿童和成年人。在成年人的案例中，包括意外和故意中毒。在人体中，较低剂量的抑制性突触可以导致由甘氨酸受体引起的恶心、腹泻和肌肉痉挛，这些症状是由不自主的肌肉控制丧失引起的；较高剂量的可以导致视力障碍或失明、瘫痪和死亡。孩子误以为G. sempervirens的花是金银花，因吸食花蜜而中毒，摄入这种花蜜也与蜜蜂（但不是大黄蜂）的死亡有关（例如在美国东南部）。 据报道，在中国、越南和婆罗洲，它通过摄入或点燃吸食被用作自杀毒药。

### 治疗
钩吻碱是一种剧毒的致命物质，没有解毒剂，但小剂量中毒症状可以控制。在口服暴露的情况下，必须进行洗胃，洗胃必须在摄入后大约一小时内完成。然后用药用活性炭与肠粘膜中的游离毒素结合，防止毒素被吸收。苯二氮卓或苯巴比妥一般可用于控制引起的癫痫发作，阿托品可用于治疗心动过缓。要监测和控制电解质和营养水平。
在皮肤暴露的情况下，用肥皂和水清洗该区域15分钟以避免真皮损伤。
虽然目前还没有治疗方法可以逆转钩吻碱中毒的影响，但初步研究表明，士的宁由于其在甘氨酸受体的拮抗作用，具有潜在的治疗应用价值。[主要来源]

## 化学合成
钩吻碱的化学合成自1990年代初以来，由于其在生物碱中的地位及其复杂的结构(7个相邻的立体中心和6个环) ，一直是人们感兴趣的目标。其第一次外消旋全合成是在1994年，由 W.N. Speckamp 的小组进行，首次收率显著，为0.83% (截至2014年为0.02-1.2%)。
文献中还报道了其他8个合成方法，包括1994年的A.P. Johnson、1996年的T.Fukuyama和他们在2000年的再次合成、1997年的 D.J.Hart、1999年的 l.E. Overman、2002年的S.J.Danishefsky和2012年的Y. Qin。Fukuyama团队的第二次合成(31步，0.86%)和秦的合成(25步，1%)是手性不对称的。2015年，中国的F.G.Qiu和 H.Zhai两个团队采用有机催化剂Diels-Alder，进行了进一步的不对称合成，据报道，该方法共12步反应，具有5%的显著收率。

## 潜在的医疗应用

### 现代医疗应用
药理学研究表明钩吻碱的活性可能与治疗焦虑症有关，也可能与治疗氧化应激有关。此外，钩吻素还具有抗炎和抗癌作用。最近对钩吻碱的研究包括旨在开发更安全的钩吻碱类似物和衍生物的研究，这些类似物可能允许安全地应用化合物的有益作用。
据信，出自长春花（Gelsemium sempervirens）的制剂鉴定出的抗焦虑作用在很大程度上归因于在这些制剂中存在钩吻碱。 据报道，根据大鼠研究，与地西泮治疗相比较，使用钩吻碱具有潜在的有效性。 [主要来源]
已有研究表明，钩吻碱可能对氧化应激有保护作用。在一项小鼠研究中，研究了顺铂肾毒性的非靶向效应，这种毒性来自于顺铂诱导产生活性氧类的通路，这是影响其在癌症治疗中应用的一个因素。抑制黄嘌呤氧化酶和脂质过氧化的活性，以及"增加产量和 / 或抗氧化剂的活性，无论是酶... 和非酶..."。[主要来源]
在一个对小兔的研究中，对服用钩吻碱对饮食诱导的高脂血症相关参数的影响进行了检测，在那里观察到钩吻碱可以显著改善与高脂血症相关的脂质谱参数，以及通过改变一些相关代谢物和酶活性水平的活性来确定"剂量依赖性地降低高脂血症诱导的氧化应激"。综合这些研究结果，研究人员得出结论，给暴露在高脂肪饮食中的动物补充钩吻碱可能有助于逆转这种影响，并保护组织免受这种饮食所产生的氧化应激。[主要来源]
已经观察到钩吻碱具有抗炎活性。 [主要来源]     

已经观察到钩吻碱具有抗癌活性。 [ 主要来源]     

### 传统的医疗用途
钩吻碱的提取来源植物——Gelsemium sempervirens——的制剂，已被用来治疗各种各样的疾病，例如，通过使用钩吻碱酊剂可治疗痤疮、焦虑、耳痛、偏头痛等，更普遍的是与炎症反应相关的疾病，以及神经功能异常的病例(瘫痪、“针扎”感、神经痛等)。[主要来源]

## 流行文化
钩吻碱可通过使用“黄茉莉花”来间接使用，在1927年阿加莎·克里斯蒂的小说《四大天王》中 ，这种天然制剂用于注射杀死角色佩因特先生。它之后在2013年在ITV剧集的13系列中的《大侦探波洛》中作为钩吻碱直接使用，阿加莎·克里斯蒂的波洛，作为代理人，在史蒂芬·帕因特（由史蒂芬·帕西饰）被烧死之前，将其固定，从而牵连到角色神经科学家（PLA）Madame Olivier（Patricia Hodge饰演）;并且在他们的绑架之后直接导致奥利维尔和另一个角色瘫痪不动。 
在《纸牌屋》第5季第12集中，Jane Davis给Claire Underwood提供钩吻碱作为头痛缓解剂，并指出她应该只使用两滴。后来，克莱尔使用钩吻碱谋杀了她的情人汤姆·耶茨，在他不知情的情况下将其放入他的饮料中。 
在《我是殭屍》第3季第9集中 ，受害者系钩吻碱中毒。

## 请参见
- Gelsemium sempervirens
- 士的宁
- 生物碱

## 拓展阅读
- Jin GL; Su YP; Liu M; Xu Y; Yang J; Liao KJ; Yu CX. . J Ethnopharmacol. 2014, 152 (1; February 27): 33–52. PMID 24434844. doi:10.1016/j.jep.2014.01.003.
- Patte-Mensah C; Meyer L; Taleb O; Mensah-Nyagan AG. . Prog Neurobiol. 2014, 113 (February): 70–78. PMID 23948490. doi:10.1016/j.pneurobio.2013.07.004.
- Dutt, V.; Thakur, S.; Dhar, V.J.; Sharma, A. . Pharmacognosy Reviews. 2010, 4 (8): 185–194. PMC 3249920 . PMID 22228960. doi:10.4103/0973-7847.70916.
- Zhang, Jing-Yang; Wang, Yong X. . Fitoterapia. 2014, 100 (C; November): 35–43. PMID 25447163. doi:10.1016/j.fitote.2014.11.002.
- Austin, Joel, , MacMillan Group Meeting, January 9, 2002         ]